# NPM1
La nucleofosmina, también conocida como fosfoproteína nucleolar B23, numatrina o NPM1, es una proteína codificada en humanos por el gen NPM1.

## Función
NPM1 está asociada con estructuras de ribonucleoproteínas nucleolares y une ácidos nucleicos de hebra sencilla. Podría estar implicado en el ensamblaje y/o transporte del ribosoma. Su regulación a través de la SUMOilación (por SENP3 y SENP5) es otra faceta de la regulación de proteínas y funciones celulares.
NPM1 se localiza en el nucleolo, pero puede translocarse al nucleoplasma en caso de privación de suero o de tratamiento con fármacos anticancerígenos. La proteína es fosforilada.

## Importancia clínica
Aberraciones cromosómicas que impliquen a NPM1 pueden ser encontradas en pacientes con linfoma no-Hodgkin, leucemia promielocítica aguda, síndrome mielodisplásico y leucemia mieloide aguda.

## Interacciones
La proteína NPM1 ha demostrado ser capaz de interaccionar con:
- Nucleolina[4]
- AKT1[5]
- BRCA1[6]
- BARD1[6]